# 김진곤 (희극인)
김진곤(1985년 6월 9일 ~ )은 대한민국의 개그맨이다.

## 생애
2004년 연극배우 데뷔한 이후 2007년 SBS 공채 개그맨 9기에 선발되면서 연예계에 정식 입문하였다.

## 출연작
- 폭소클럽 (KBS)
- 웃찾사 (SBS)
  - <풍문으로 들었소>
  - <마이파더>
  - <최면의끝>
  - <개그우먼홍현희>
  - <미워도다시한번>
  - <공공의편>
  - <대디 & 대디>
  - <창작의 고통>
  - <아가씨를 지켜라> 제이 역
- 코미디쇼 웃으면 복이 와요 (MBC)
- 개그사냥 (KBS)
- 개그투나잇 (SBS)
- 2024년 개그콘서트 (KBS)
  - <마지막 출근>
  - <김진곤씨!>